# マッケンジー級駆逐艦
マッケンジー級駆逐艦（英語: Mackenzie-class destroyer）は、カナダ海軍の駆逐艦（護衛駆逐艦）の艦級。先行するレスティゴーシュ級の小改正型として、1962年より4隻が就役した。

## 来歴
カナダ海軍では、1940年代末より初の独自設計大型水上戦闘艦としてサン・ローラン級の計画に着手し、1952年には、後期建造艦はレスティゴーシュ級として設計変更して建造するよう発注された。
その後、1957年には、再度レスティゴーシュ級の準同型艦の建造が発注された。これによって建造されたのが本級である。

## 設計
上記の経緯より、本級の基本設計はレスティゴーシュ級と同様である。ただし居住性の改善が図られたほか、露天甲板や艦橋には酷寒に対応した艤装が施された。また海水散布装置も設置された。
機関もサン・ローラン級以来の構成が踏襲され、出力30,000馬力のイングリッシュ・エレクトリック製ギアード・タービンが搭載された。ボイラーはバブコック・アンド・ウィルコックス（B&W）社製の水管ボイラー2缶で、蒸気性状は圧力43.3 kgf/cm2 (616 lbf/in2)、温度454 °C (849 °F)であった。

## 装備

### C4ISR
レーダーはサン・ローラン級と同様で、対空捜索用としてAN/SPS-12、対水上捜索用としてAN/SPS-10を搭載していた。ソナーも同様で、探信儀としてSQS-503、海底捜索用としてSQS-501（英海軍162型）、対潜迫撃砲の目標捕捉用としてSQS-502（英海軍170B型）を搭載した。
その後、1980年代のDELEX改修の際に、AN/SPS-12にアップデートが施され、一般航海用のスペリーMk.2レーダーも新型機に更新されたほか、SQS-503をSQS-505に換装した。またADLIPS（Automatic Data Link Plotting System）戦術情報処理装置を搭載し、リンク 11の運用に対応した。

### 武器システム
艦砲はレスティゴーシュ級と同様で、艦首側の31番砲は70口径76mm連装速射砲（ヴィッカースMk.6）、艦尾側の32番砲は50口径76mm連装速射砲（Mk.33 3インチ砲）とされた。ただし「カペル」では、31番砲も50口径76mm連装速射砲を搭載した。砲射撃指揮装置（GFCS）としては、艦首側にはMk.69（AN/SPG-48追尾レーダー）、艦尾側にはMk.63（AN/SPG-34追尾レーダー）が搭載されており、Mk.69は後にデジタル化されたMk.60に更新された。
対潜兵器は、サン・ローラン級・レスティゴーシュ級と同様に艦尾甲板に3連装のリンボーMk.10対潜迫撃砲2基を設置したほか、後に324mm3連装短魚雷発射管を搭載した。またDELEX改修の際にAN/SLQ-25対魚雷デコイも搭載された。

## 諸元表
|            | 新規建造時                                                    | DELEX改修後                                      |
| ---------- | ------------------------------------------------------------- | ------------------------------------------------ |
| 満載排水量 | 2,880 t                                                       | 2,880 t                                          |
| 全長       | 111.6 m                                                       | 111.6 m                                          |
| 全幅       | 12.8 m                                                        | 12.8 m                                           |
| 吃水       | 4.1 m                                                         | 4.1 m                                            |
| 機関       | バブコック・アンド・ウィルコックス・ボイラー×2基              | バブコック・アンド・ウィルコックス・ボイラー×2基 |
| 機関       | イングリッシュ・エレクトリック蒸気タービン×2基 (計30,000 shp) |                                                  |
| 機関       | スクリュープロペラ×2軸                                        |                                                  |
| 速力       | 28 kt                                                         | 28 kt                                            |
| 航続距離   | 4,750海里 (14kt巡航時)                                        | 4,750海里 (14kt巡航時)                           |
| 乗員       | 248名                                                         | 210名                                            |
| 兵装       | 70口径76mm連装速射砲×1基 （DDE-264のみ搭載せず）              | 70口径76mm連装速射砲×1基 （DDE-264のみ搭載せず） |
| 兵装       | 50口径76mm連装速射砲×1基 （DDE-264のみ2基）                   |                                                  |
| 兵装       | リンボーMk.10対潜迫撃砲×2基                                   |                                                  |
| 兵装       | 324mm3連装短魚雷発射管×2基                                    |                                                  |
| C4I        | CIC設置、音声リンクのみ                                       | ADLIPS戦術情報処理装置                           |
| レーダー   | AN/SPS-12 対空捜索用                                          | AN/SPS-12 対空捜索用                             |
| レーダー   | AN/SPS-10 対水上捜索用                                        |                                                  |
| ソナー     | SQS-501 海底捜索用 (英162型)                                  | SQS-501 海底捜索用 (英162型)                     |
| ソナー     | SQS-503 捜索用                                                | SQS-505 捜索用                                   |

## 同型艦
| 艦番号  | 艦名                             | 建造所                                      | 起工           | 進水          | 就役          | 退役          |
| ------- | -------------------------------- | ------------------------------------------- | -------------- | ------------- | ------------- | ------------- |
| DDE-261 | マッケンジー HMCS Mackenzie      | モントリオール カナディアン・ヴィッカース   | 1958年12月5日  | 1961年5月25日 | 1962年10月6日 | 1993年8月3日  |
| DDE-262 | サスカチュワン HMCS Saskatchewan | ヴィクトリア ヴィクトリア機械工廠           | 1959年10月29日 | 1961年2月1日  | 1963年2月16日 | 1994年3月28日 |
| DDE-263 | ユーコン HMCS Yukon              | ノース・バンクーバー バラード・ドライドック | 1959年10月25日 | 1961年7月27日 | 1963年5月25日 | 1992年7月31日 |
| DDE-264 | カペル HMCS Qu'Appelle           | レヴィ デイビー造船所                       | 1960年1月14日  | 1962年5月2日  | 1963年9月14日 | 1994年3月28日 |